# Sinoniscus cavernicolus
Sinoniscus cavernicolus är en kräftdjursart som beskrevs av Schultz 1995. Sinoniscus cavernicolus ingår i släktet Sinoniscus och familjen Styloniscidae. Inga underarter finns listade i Catalogue of Life.